# Islandská hymna
Hymna Islandu je píseň Lofsöngur, známá též jako Ó Guð vors lands (česky Bože naší země). Slova hymny napsal Matthías Jochumsson a hudbu složil Sveinbjörn Sveinbjörnsson.
Píseň vznikla v roce 1874 u příležitosti oslav tisíciletého výročí osídlení ostrova. Za hymnu byla píseň přijata v roce 1944. Píseň má tři sloky, ale jako hymna slouží pouze první sloka.

## Text hymny
| Originální text | Český překlad |
| --- | --- |
| Ó, guð vors lands! Ó, lands vors guð! Vér lofum þitt heilaga, heilaga nafn! Úr sólkerfum himnanna hnýta þér krans þínir herskarar, tímanna safn. Fyrir þér er einn dagur sem þúsund ár og þúsund ár dagur, ei meir: eitt eilífðar smáblóm með titrandi tár, sem tilbiður guð sinn og deyr. Íslands þúsund ár, eitt eilífðar smáblóm með titrandi tár, sem tilbiður guð sinn og deyr. Ó, guð, ó, guð! Vér föllum fram og fórnum þér brennandi, brennandi sál, guð faðir, vor drottinn frá kyni til kyns, og vér kvökum vort helgasta mál. Vér kvökum og þökkum í þúsund ár, því þú ert vort einasta skjól. Vér kvökum og þökkum með titrandi tár, því þú tilbjóst vort forlagahjól. Íslands þúsund ár voru morgunsins húmköldu, hrynjandi tár, sem hitna við skínandi sól. Ó, guð vors lands! Ó, lands vors guð! Vér lifum sem blaktandi, blaktandi strá. Vér deyjum, ef þú ert ei ljós það og líf, sem að lyftir oss duftinu frá. Ó, vert þú hvern morgun vort ljúfasta líf, vor leiðtogi í daganna þraut og á kvöldin vor himneska hvíld og vor hlíf og vor hertogi á þjóðlífsins braut. Íslands þúsund ár verði gróandi þjóðlíf með þverrandi tár, sem þroskast á guðsríkis braut. | Bože naší země! Bože naší země! Uctíváme Tvé jméno v jeho vznešenosti. Světla nebeská do ve tvé aureoly vsadili andělé, jednou pro vždy! S tebou je každý den jako tisíc let a tisíc let jako den uběhne. Květ věčnosti, rosou se třpytící ožívá a hyne díky Tobě. Tisíc let Islandu! Květ věčnosti, rosou se třpytící ožívá a hyne díky Tobě. Náš Bože, náš Bože, Tobě se klaníme, pečuj o naše vroucí duše. Pane, Bože našich otců od věků dávných, šeptáme nejsvatější modlitby. Modlíme se a děkujeme Ti za tisíciletí hrdě stojíme pod Tvou ochranou; Modlíme se a v slzách věrnosti Ti slibujeme Náš osud spočívá ve Tvých rukou. Tisíc let Islandu! Ranní jinovatku, která tato léta pokrývá, Tvé slunce vycházející brzy přemůže! Bože naší země! Bože naší země! Náš život je nejasný a rozechvělý; Zahyneme, zbaveni Tvého ducha a světla pro vykoupení a vyplnění našich potřeb. Inspiruj nás ráno Tvou odvahou a láskou, veď nás skrze dny našich svárů! Večer nám z nebes sešli pokoj a mír, a ochraňuj náš národ po jeho život. Tisíc let Islandu! Ó, pozvedni náš lid, osuš naše slzy, a veď nás, ve Tvé moudrosti, v našem životě! |